# 异果刺草属
异果刺草属（学名：Heterocaryum）是紫草科下的一个属，为一年生草本植物。该属共有约6种，分布于欧洲和亚洲西部。